# Ignaz Goldziher

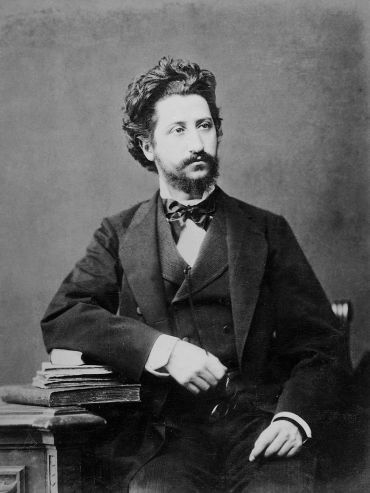
I. Goldziher

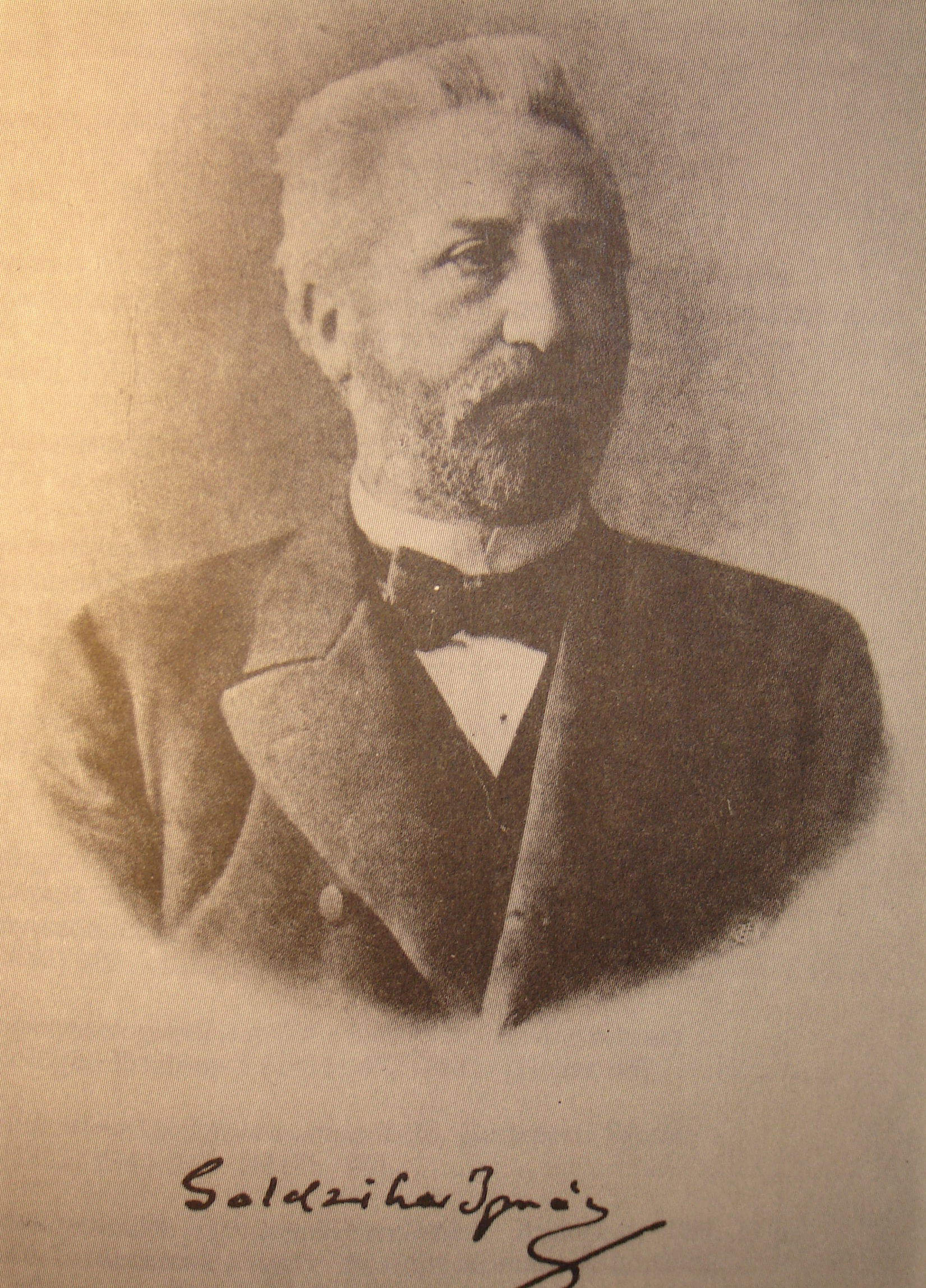
I. Goldziher na zdjęciu w jednej z jego książek

Ignaz (Yitzhaq Yehuda) Goldziher (ur. 22 czerwca 1850 w Székesfehérvárze, zm. 13 listopada 1921 w Budapeszcie) – węgierski orientalista. Wraz z Niemcem Theodorem Nöldeke i Holendrem Christiaanem Snouck Hurgronje uważany jest za założyciela nowoczesnej islamistyki w Europie.

## Życiorys
Urodził się w rodzinie żydowskiej, studiował na uniwersytetach Loránda Eötvösa w Budapeszcie, Humboldta w Berlinie, w Lipsku i w Lejdzie wspierany przez barona Józsefa Eötvösa, ówczesnego węgierskiego ministra kultury. Otrzymał stanowisko privatdozent w Budapeszcie w 1872. W latach następnych, pod auspicjami rządu węgierskiego, zaczął podróż po Syrii, Palestynie i Egipcie. Tu skorzystał ze sposobności uczestniczenia w wykładach uczonych muzułmańskich na uniwersytecie al-Azhar w Kairze.
W 1890 opublikował Muhammedanische Studien, w których wykazał, że hadisy odzwierciadlają raczej kontrowersje w dziedzinie prawa i doktryn społeczno-politycznych, jakie zachodziły w dwa wieki po śmierci proroka Mahometa, niż słowa samego Mahometa. Mocno wierzył, że prawo muzułmańskie zawdzięcza swoje początki prawu rzymskiemu, choć w opinii współczesnej orientalistki amerykańskiej, Patricii Crone, jego argumenty w tej dziedzinie są nadzwyczaj słabe (uncharacteristically weak).
Z powodu fali antysemityzmu na Węgrzech Goldziher mógł objąć posadę na uniwersytecie w Budapeszcie dopiero w wieku 44 lat. Był pierwszym uczonym żydowskiego pochodzenia, który doszedł do takiego stanowiska. Reprezentował rząd węgierski i Węgierską Akademię Nauk na licznych kongresach międzynarodowych. Odebrał złoty medal na Kongresie Orientalistycznym w Sztokholmie w 1889. Był członkiem kilku węgierskich i zagranicznych stowarzyszeń naukowych, sekretarzem wspólnoty żydowskiej w Budapeszcie. Uzyskał stopień doktora nauk humanistycznych (Litterarum doctor, Litt. D.) na uniwersytecie w Cambridge (1904) oraz doktora nauk prawniczych (Legum Doctor, LL.D.) na uniwersytecie w Aberdeen (1906).
Szacunek w kołach naukowców zawdzięczał przede wszystkim starannemu zbadaniu systemu prawnego przedmuzułmańskiego oraz muzułmańskiego, tradycji, religii i poezji, na temat których opublikował olbrzymią ilość traktatów, recenzji i esejów. Większość jego prac nadal uważa się za aktualne.
Oprócz pracy naukowej Goldziher prowadził dziennik z bardzo osobistymi uwagami, refleksjami, zapisami z podróży i życia codziennego. Doczekał się on publikacji w języku niemieckim pt. Tagebuch. Oto jedna z jego refleksji na temat islamu, zaczerpnięta z jego dziennika:
„W ciągu tych tygodni wczułem się tak namacalnie w ducha islamu, że ostatecznie nabrałem wewnętrznego przekonania, iż ja sam jestem muzułmaninem, i przy całym rozsądku odkryłem, że to jedyna religia, która, nawet w procesie doktrynalnego i oficjalnego kształtowania się, jest w stanie zadowolić umysły filozoficzne. Moim ideałem było podnieść judaizm do podobnego poziomu racjonalnego. Islam, jak pouczyło mnie doświadczenie, jest jedyną religią, w której składnikom zabobonnym i pogańskim zagraża nie racjonalizm, ale doktryna ortodoksyjna”.
W Kairze Goldziher modlił się nawet jak muzułmanie: „Wśród tysięcy pobożnych dotykałem czołem podłogi meczetu. Nigdy w życiu nie byłem bardziej rozmodlony, szczerzej oddany, niż w tamten podniosły piątek”.
Mimo swojego uwielbienia dla islamu Goldziher pozostał aż do śmierci oddanym wyznawcą judaizmu. Jego zachwyt obydwiema religiami, islamem i judaizmem, zawiódł go do poszukiwania punktów stycznych w obu tych wyznaniach. Mimo że odmówiono mu płatnej posady na uniwersytecie z powodu jego wyznania, odmówił konwersji. Wprawdzie zapewniłoby mu to finansową niezależność i sukces zawodowy, ale nie pozwoliło mu na to głęboko zakorzenione oddanie dla wiary przodków.
Prace Goldzihera zostały odgrzebane na nowo dzięki krytycznym ocenom ze strony Edwarda Saida w jego głośnej książce Orientalizm (1978). Said zarzucał zachodnim prekursorom orientalistyki, że zbyt powierzchownie zbadali realia Orientu, ponieważ stworzyli wyobrażenie na jego temat z góry wyrobionych uprzedzeń natury psychologicznej. Prace Goldzihera w zasadzie przeczą tym zarzutom. W swoich licznych książkach i artykułach Ignaz Goldziher starał się doszukiwać początków doktryn i rytuałów islamu w praktykach innych kultur. W tym celu ustalił, że islam stale się rozwija jako cywilizacja, zapożyczając idee z zewnątrz i użyczając ich innym. Posunął się nawet, ze zrozumiałych względów, do krytyki Kościoła katolickiego, który jego zdaniem w sposób arbitralny narzuca wiernym decyzje za pośrednictwem dogmatów, synodów i soborów. To doprowadziło go z kolei do stwierdzenia, że islam przy swojej tolerancji oraz otwartości na idee sprzeczne z ortodoksyjnymi, może być nawet wzorem, któremu pozostałe wyznania monoteistyczne powinny się starać dorównać.

## Literatura
- Tagebuch, edited by Alexander Scheiber (Leiden: Brill, 1978) ISBN 90-04-05449-9
- zur Literaturgeschichte der Shi'a (1874)
- Beiträge zur Geschichte der Sprachgelehrsamkeit bei den Arabern (Vienna, 1871-1873)
- Der Mythos bei den Hebräern und seine geschichtliche Entwickelung (Leipzig, 1876; Eng. trans., R Martineau, London, 1877)
- Muhammedanische Studien (Muslim Studies) (Halle, 1889-1890, 2 vols.) ISBN 0-202-30778-6
- Abhandlungen zur arabischen Philologie (Leiden, 1896-1899, 2 vols.)
- Buch v. Wesen d. Seele (ed. 1907)